# Diego Cuoghi
Diego Cuoghi (Sassuolo, 1955) è un architetto e storico dell'arte italiano.

## Biografia
Dopo aver frequentato il Liceo Artistico a Bologna, si iscrive alla Facoltà di Architettura dell'Università degli Studi di Firenze. Nel 1992 termina gli studi universitari con una tesi di carattere storico-artistico.
Lavora a contatto con l'industria ceramica del distretto di Sassuolo, realizzando immagini per cataloghi attraverso la tecnica della Computer grafica 3D. È inoltre autore di numerose copertine di riviste come per esempio Macworld e dischi. per gruppi e musicisti quali Max Gazzè, Üstmamò, CCCP - Fedeli alla linea, Consorzio Suonatori Indipendenti, Disciplinatha, Nada Malanima e Fiamma Fumana. 
Oltre al lavoro grafico compie studi e ricerche in campo architettonico ed artistico, che portano alla pubblicazione di studi riguardanti l'opera di Giovan Battista Aleotti, un importante architetto ferrarese del Seicento,. e alla "ricostruzione" del famoso Camerino dell'Eneide dipinto da Nicolò dell'Abate, in occasione della mostra "Signore cortese e umanissimo" su Ludovico Ariosto allestita nel 1994 a Reggio Emilia..
È consulente del CICAP,  e ha pubblicato per questa associazione alcuni articoli di carattere storico-artistico.

## Pubblicazioni
- I cieli e la terra, catalogo della mostra, 1990
- La rocca di Scandiano nei progetti di G.B. Aleotti, in Atti e memorie, Serie XI - Vol. XVI, Deputazione di Storia Patria, Modena, 1993
- Per la definizione della localizzazione del Camerino Dipinto e del Paradiso di Nicolò dell'Abate, in Signore cortese e umanissimo - Viaggio intorno a Ludovico Ariosto, Marsilio, Venezia, 1994
- Giovan Battista Aleotti a Scandiano, in Giovan Battista Aleotti e l'architettura, a cura di C. Cavicchi, F. Ceccarelli, R. Torlontano, Edizioni Diabasis, 2003
- Le donne e i cavalieri di Nicolò Dell'Abate nella residenza dei Boiardo a Scandiano, in Atti e Memorie Serie XI - Vol. XXV, Deputazione di Storia Patria, Modena, 2003
- I misteri della mappa di Piri Reis, in Gli Enigmi della storia, a cura di Massimo Polidoro, edizioni Piemme, 2003
- The Art of Imagining UFOs, in Skeptic, Vol.11 No.1, 2004
- Scandiano e i Thiene, in L'ambizione di essere città - Piccoli, grandi centri nell'Italia rinascimentale, a cura di Elena Svalduz, Istituto Veneto di Scienze, Lettere ed Arti, Venezia, 2004
- Ut pictura poesis, in Nicolò dell'Abate - Storie dipinte nella pittura del cinquecento tra Modena e Fontainebleau, Catalogo della mostra, Silvana Editoriale, 2005
- De-codificare Leonardo, in Dietro il Codice da Vinci, a cura di Mariano Tomatis, I Quaderni del CICAP, n.7, 2006
- Leonardo da Vinci e Giovannina, il "viso fantasticho" che colpì l'artista, in Indagini su Rennes-Le-Chateau n.18, a cura di Mariano Tomatis, 2007
- L'Eneide a Scandiano, un'ipotesi iconografica, in I luoghi di Nicolò dell'Abate, pitture murali e interventi di restauro, a cura di Angelo Mazza, Interlinea Edizioni, 2007
- Una nuova ricostruzione del Camerino dell'Eneide, in Nicolò dell'Abate alla corte dei Boiardo - Il Paradiso ritrovato, a cura di Angelo Mazza e Massimo Mussini, Silvana Editoriale, 2009

## Esposizioni
- 1978 - Esposizione personale (fotografie in bianco e nero, disegni e pastelli), Galleria Carani, Sassuolo.
- 1985 - Esposizione personale (fotografie in bianco e nero), Galleria Civica d'Arte Moderna, Sassuolo.
- 1988 - Esposizione personale, Galleria Stieglitz, Modena.
- 1988 - B&N (fotografie in bianco e nero), Palazzo dei Priori, Fermo.
- 1990 - I cieli e la terra, Centro Culturale Paggeria Nuova, Sassuolo.
- 1994 - I cieli e la terra in occasione di De obscura machina, Chiostri di S.Pietro, Reggio Emilia.
- 1994 - I cieli e la terra, Spoleto fotografia, Museo Civico, Spoleto.
- 1995 - Altre immagini, Ratafià - Centro Giovani Europa, Parma.
- 1995 - Altre immagini, esposizione in Internet.
- 1995 - Altre immagini, Casa nel Parco, Sassuolo.
- 1995 - Della priorità del cuore, Chiesa di S. Filippo, Reggio Emilia (collettiva a cura di Gianni Nicolini).
- 1997 - Così per fare, Galleria Il Fienile, Castel S. Pietro Terme; assieme a Fausto De Nisco e Luciano Ricchi.
- 1997 - Antologica personale, Castello di Arceto, a cura di Stefano Gualdi.
- 1998 - D'aria e luce, Galleria Comunale d'Arte Moderna, Sassuolo, a cura di Betta Frigieri.
- 1999 - Arte sacra?, Galleria D'AS, Pavullo nel Frignano, a cura di Enrico Tagliazucchi (mostra collettiva).
- 1999 - Musica Senza Suono, Civico Museo Revoltella, Trieste, a cura di Francesco Messina ed Enzo Gentile (mostra collettiva).
- 1999 - Art Design in Italia, Chiesa di San Francesco, Udine, a cura di Francesco Messina e Giorgio Camuffo (mostra collettiva).
- 2008 - L'altro paese (fotografie a colori), Paggeria Arte, Sassuolo.